# Renegade (pjesma Big Red Machine)
"Renegade" je pjesma američke grupe Big Red Machine ft. Taylor Swift. Pjesma je objavljena 2. srpnja 2021. te je izašla kao drugi singl s albuma How Long Do You Think It’s Gonna Last?. Pjesma se nalazi na petom mjestu na albumu. 

## O pjesmi
Pjesmu su napisali Aaron Dessner i Taylor Swift, a producirao ju je Aaron Dessner uz pomoć Jonathan Low-a i Justin Vernona.
Pjesma je snimljena u Long Pondu u državi New York, dok je Swift svoje vokale snimila iz svog doma u Los Angelesu. Vokale je snimio Jonathan Low u Swifitnom kućnom studiju "Kitty Committee".
Pjesma govori o ljubavnoj vezi između dva partnera, s nekim tko pokušava pridobiti 'odmetnika' da im obori stražu. Video je režirao Michael Brown te sadrži snimke Swift u okolišu te snimke Dessner-a kako svira gitaru i piano.